# أنطوان فيفري
أنطوان فيفري (بالفرنسية: Antoine Faivre)‏ هو عالم اجتماع ومؤرخ فرنسي، ولد في 5 يونيو 1934 في رانس في فرنسا.